# AC Ace

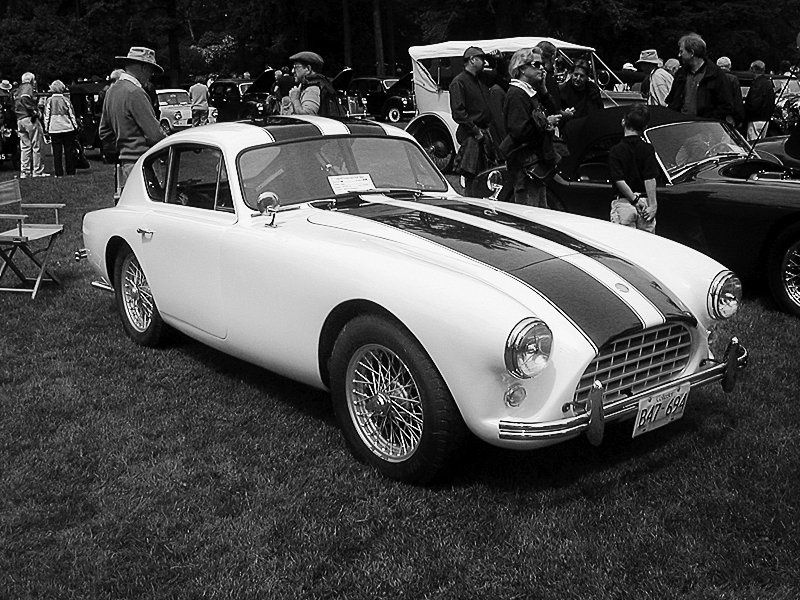
AC Aceca

AC Ace är en sportbil, tillverkad av den brittiska biltillverkaren AC Cars mellan 1953 och 1962.

## AC Ace
I början av femtiotalet hade AC Cars endast sin ålderdomliga Two-litre på programmet. För att kunna erbjuda sina kunder något intressantare bad man John Tojeiro att konstruera en ny sportbil. Tojeiro hade byggt tävlingsbilar sedan slutet av fyrtiotalet och den nya modellen var en vidareutveckling av en bil han byggt åt Bristol Cars.
AC Ace introducerades på bilsalongen i London 1953. Den hade en lätt ram och individuell hjulupphängning med tvärmonterade bladfjädrar runt om. Den öppna karossen hade tydliga drag av samtida Ferrari tävlingsbilar. Under motorhuven hittade man AC:s gamla tvåliterssexa. På papperet såg motorn modern ut, med överliggande kamaxel och motorblocket i aluminium, men den hade varit i produktion sedan 1919 och hade nu nått gränsen för sin utvecklingspotential. AC träffade därför en överenskommelse med Bristol om att använda deras BMW-baserade sexa och från 1956 kunde man få denna som tillval. 
I slutet av femtiotalet meddelade Bristol att man skulle lägga ned tillverkningen av sin sexa. I stället vände sig AC till motortrimmaren Ken Rudd på Ruddspeed som levererade en trimmad Ford Zephyr-motor. Den versionen tillverkades bara i runt 40 exemplar. Därefter fokuserades intresset på Carroll Shelby och AC Cobra.

## AC Aceca
På bilsalongen i London 1954 presenterades coupé-versionen AC Aceca. Karossen hade, liksom Aston Martin DB2/4, en stor bagagerumslucka. Tekniskt var bilen identisk med den öppna Ace, men tack vare den täckta karossens bättre aerodynamik hade Aceca högre toppfart.

## Motor
| Tillverkare | Motor               | Cylindervolym | Effekt | Bränslesystem |
| ----------- | ------------------- | ------------- | ------ | ------------- |
| AC          | 6-cyl radmotor SOHC | 1991 cm³      | 90 hk  | Tre förgasare |
| Bristol     | 6-cyl radmotor ohv  | 1975 cm³      | 125 hk | Tre förgasare |
| Ford        | 6-cyl radmotor ohv  | 2553 cm³      | 170 hk | Tre förgasare |

## AC Ace/Aceca (1999)
1999 presenterade AC en öppen Ace och en täckt Aceca, med V8-motor från Ford. Produktionen var mycket begränsad.